# 復耳鄉
復耳鄉，是四川省鄰水縣曾经下辖的一个乡。

## 沿革[1][2]
- 民國29年(1940年)，實行新縣制，改3個區為4個區，將43個聯保辦公處合併為22個鄉鎮公所。復盛鄉、八耳鄉合併為復耳鄉。
- 民國31年(1942年)1月6日，按《鄉鎮組織法暫行條例》規定，全縣劃為6個區，35個鄉鎮公所，復耳鄉仍分置復盛鄉、八耳鄉。